# 366a Divisió Cuirassada

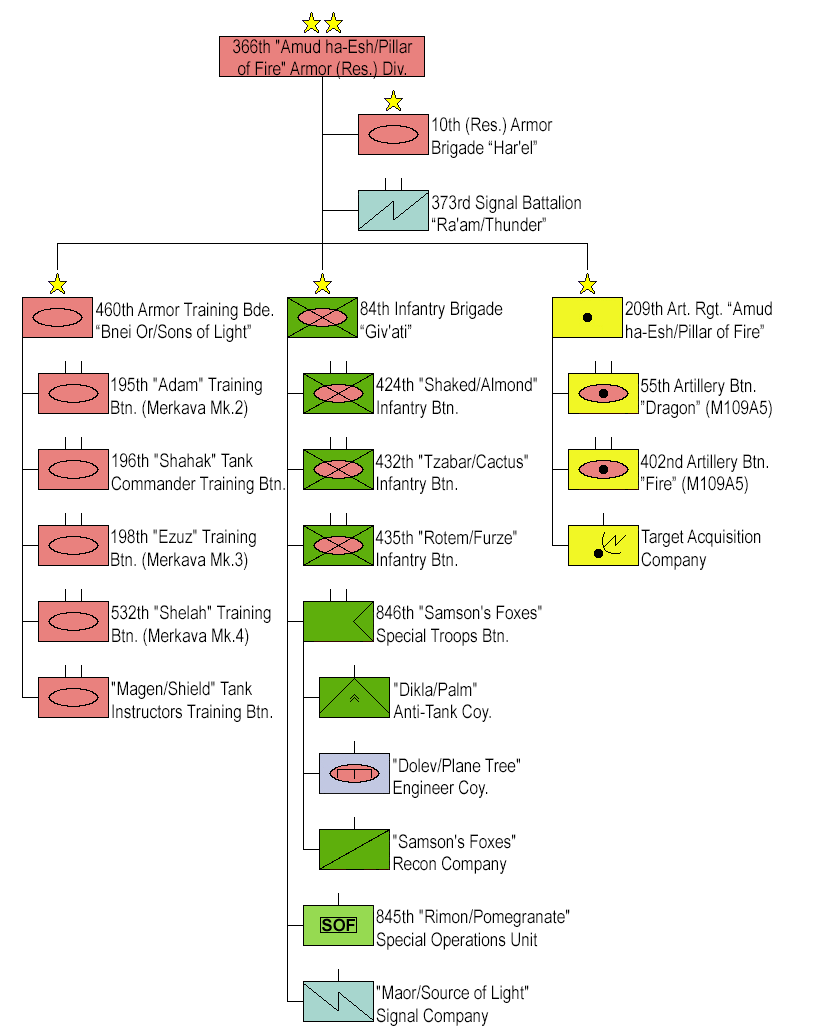
Estructura interna de la 366a Divisió Cuirassada.

La 366a Divisió Cuirassada de les FDI, també coneguda com a "formació camí de foc", (en hebreu: עוצבת נתיב האש) és una unitat militar cuirassada de reserva de les FDI. La unitat està subordinada al comandament regional del sud de la caserna general de les FDI. Aquesta unitat es va formar uns mesos abans de la Guerra de Yom Kippur. L'any 2006, la divisió va participar en la Segona Guerra del Líban. Des de 2015, el seu comandant és el General Yaniv Asor.